# アラスカ級大型巡洋艦
| アラスカ級大型巡洋艦 | アラスカ級大型巡洋艦 |
| -------------------- | --- |
| USS Alaska CB-1      | |
| 艦級概観             | |
| 艦種                 | 大型巡洋艦 |
| 艦名                 | 1番艦：アラスカ 2番艦：グアム |
| 前級                 | |
| 次級                 | |
| 計画                 | 6隻 |
| 就役                 | 2隻 |
| 中止                 | 4隻 |
| 性能諸元             | |
| 排水量               | 基準：29,779l.t (30,257t) 満載：34,253l.t (34,803t) |
| 全長                 | 808ft 6in (246.4m) |
| 全幅                 | 91ft 1in (27.8m) |
| 吃水                 | 31ft 10in (9.7m) |
| 機関                 | GE式ギヤード蒸気タービン4基/4軸 出力：150,000shp |
| 速力                 | 33kn |
| 航続距離             | 12,000海里 / 15kn巡航 |
| 燃料                 | 3,619l.t (3,677t) |
| 搭載兵装             | 12"/50 Mk.8 3連装砲 3基9門 5"/38 Mk.12 連装両用砲 6基12門 40mm/60 4連装機関砲 14基56門 20mm/70 単装機関砲 34基34門 |
| 装甲                 | 舷側 (上部)：9in (228.6mm) 舷側 (下部)：5in (127mm) 甲板：4in (101.6mm) 船内隔壁：10.6in (269.2mm) 砲塔前面：12.8in (325.1mm) 砲塔後面：5.25in (133.4mm) 砲塔上面：5in (127mm) 砲塔側面：5.25-6in (133.4-152.4mm) バーベット：11-13in (279.4-330.2mm) 司令塔 (側面)：10.6in (269.2mm) 司令塔 (側面)：5in (127mm) |
| 乗員                 | 1,517-2,251名 |
| 艦載機               | 4機 |

アラスカ級大型巡洋艦（Alaska Class Large Cruiser）は、アメリカ海軍の大型巡洋艦。主砲口径や排水量はドイツ海軍のシャルンホルスト級戦艦に匹敵し、報道や、文献によっては巡洋戦艦と呼称される。
建造予定6隻のうち、ネームシップの「アラスカ」と2番艦「グアム」のみが太平洋戦争中に就役した。

## 概要
1929年2月、ドイツ海軍はヴェルサイユ条約の枠内でドイッチュラント級装甲艦の建造を開始した。この新型装甲艦は、ポケット戦艦というニックネームで有名となる。「砲力は重巡を上回り、速力は戦艦を上回る」と宣伝され、従来の巡洋艦では対抗不能という評判を得た。
ドイッチュラント級装甲艦の出現にフランスとイタリア王国は刺激を受け、ヨーロッパで建艦競争が再燃した。ポケット戦艦に匹敵する巡洋戦艦に関していえば、1930年時点でイギリスに3隻、日本に4隻が残るだけだった。さらに建艦競争によりダンケルク級戦艦とヴィットリオ・ヴェネト級戦艦が出現し、ドイツ海軍もポケット戦艦の量産や改良型を配備する姿勢を見せる。
アメリカ海軍も、通商破壊をおこなうポケット戦艦はシーレーンの防衛に脅威となると捉えていた。だが列強各国は1930年4月22日にロンドン海軍軍縮条約に調印しており、その中で巡洋艦はＡ級巡洋艦（甲級巡洋艦、重巡洋艦）とＢ級巡洋艦（乙級巡洋艦、軽巡洋艦）に分類された。重巡に関しては「基準排水量1万トン以下、備砲は6.1インチより大きく8インチ以下、アメリカの合計排水量は18万トン」と定められていた。重巡洋艦では「ポケット戦艦」に対抗できないし、アメリカ海軍は巡洋戦艦を保有していない。1932年1月には「アメリカ海軍も既存重巡の設計を見直し、8インチ砲装備のポケット戦艦を建造する」という観測も流れた。
加えて1930年代後期のアメリカやイギリスは、日本海軍が基準排水量15,000t、12インチ砲6門を搭載して30ノット以上を発揮する豆戦艦（ポケット戦艦）「秩父型大型巡洋艦」（もしくは「かでくる、Kade Kuru」）なる艦を秘かに建造しているという誤情報を掴んだ。ジェーン海軍年鑑によれば、日本海軍が40,000トン級超弩級戦艦4隻と並行して建造している15,000トン級ポケット戦艦は、「翔鶴」、「樫野」「八丈」と命名されていた。
日本海軍は、ポケット戦艦建造の報道を否定した。しかし日本の大型巡洋艦（ポケット戦艦）が実際に建造された場合、アメリカ海軍にとって重大な脅威になるのは明白だった。1938年、アメリカ海軍はアイオワ級戦艦やモンタナ級戦艦の建造と並行して、ドイツの装甲艦や日本の大型巡洋艦を火力・防御・速度で上回り、通商保護が行える長大な航続力を持った艦を検討し始めた。これがアラスカ級大型巡洋艦である。
当初は排水量27,000～30,000トン、12インチ砲6～8門、速力35ノットを持つ艦として案が考えられたが、火力・防御不足や費用対効果の問題等で紆余曲折にあい、設計案は紛糾した。また1936年3月25日にアメリカ合衆国、イギリス連邦、フランスなどは第二次ロンドン海軍条約 (Second London Naval Treaty) に調印しており、重巡洋艦に関していえば、基準排水量1万トンで備砲は8インチ砲以下とされた。12インチ砲を搭載して2万トン級の超弩級巡洋艦は、条約の制限を超過していた。しかし1939年9月の第二次世界大戦勃発で、第二次ロンドン海軍条約は事実上失効した。計画は二転三転し、アメリカ合衆国議会に14インチ砲搭載予定と報告したこともある。
1940年5月10日以降のドイツ軍西部戦線攻勢によりフランスが危うくなると、アメリカの議会海軍委員会ではイギリス海軍とフランス海軍が壊滅した後を見据え、大西洋艦隊に20,000～28,000噸級の強力な新型巡洋艦を増強すべきと見解もあった。イギリスと枢軸陣営で大西洋の戦いや地中海の戦いが繰り広げられる中、1941年7月になって正式案が確定し、最終的に排水量27,500トン、12インチ砲9門、33ノットの速力を持ち、限定的な12インチ弾の防御とした艦としてまとめられた。9月16日、アメリカ合衆国海軍省は本級6隻の建造を公表した。
軍事評論家でジャーナリストの伊藤正徳は、1941年11月に新聞の論説で「海軍拡張法によって建造されるアイオワ級巡洋戦艦4隻は、日本海軍の金剛型巡洋戦艦を制圧するための艦級である。そして両洋艦隊法によるハワイ（アラスカ級）級巡洋戦艦6隻（排水量28,000トン、14インチ砲8門、速力38～40ノット）とアイオワ級巡戦4隻の機動部隊により、日本の巡洋戦艦部隊を撃滅しつつシーレーンを破壊する計画」と解説している。
アラスカ級は両洋艦隊法にて6隻が計画され建造が承認されたが、1942年7月に未起工4隻が建造延期となった。アメリカ海軍自身も、モンタナ級戦艦の建造を中止して改造空母を含む航空母艦の建造に邁進すると公表している。最終的に1944年に「アラスカ」「グアム」が竣工した。鋼材不足のため、合衆国政府が「一般市民が空き缶を回収すれば、大型巡洋艦2隻分になる」と宣伝したこともある。
このように本級は2隻が竣工して1隻（ハワイ）が建造を続けたものの、機関出力不足や旋回性能不足、艦橋部の配置不具合、戦闘指揮所（CIC）の容量不足等の問題が多発し、更に砲の追従性能も悪かったことから艦隊側の評価は芳しくなかった。防御力も日本海軍重巡洋艦に対しては過剰であり、金剛型戦艦を含む日本戦艦に対しては不充分であった。また仮想敵としていた日本海軍の新型巡洋戦艦（超甲巡）が建造中止になったことも、アラスカ級の存在意義を揺るがした。第二次世界大戦後にはミサイル艦へ改装する案も出されたが見送られ、退役した。

## 艦形

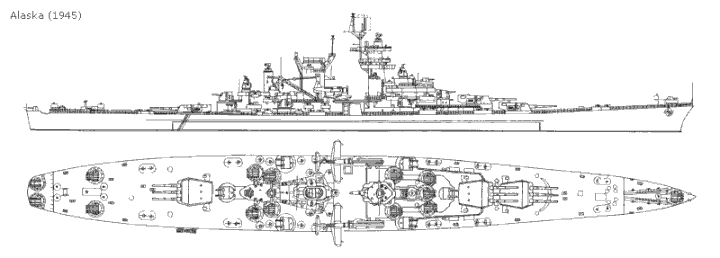
USS Alaska CB-1

デザイン元は同時期に建造された「ノースカロライナ級」であると言われる。船体は平甲板型船体で、艦首から伸び上がったシア（艦首の反り返り）が際立つ艦首甲板上に、新設計の「1939年式 Mark8型 30.5cm（50口径）砲」を三連装砲塔に収めて1・2番主砲塔を背負い式に2基搭載した。

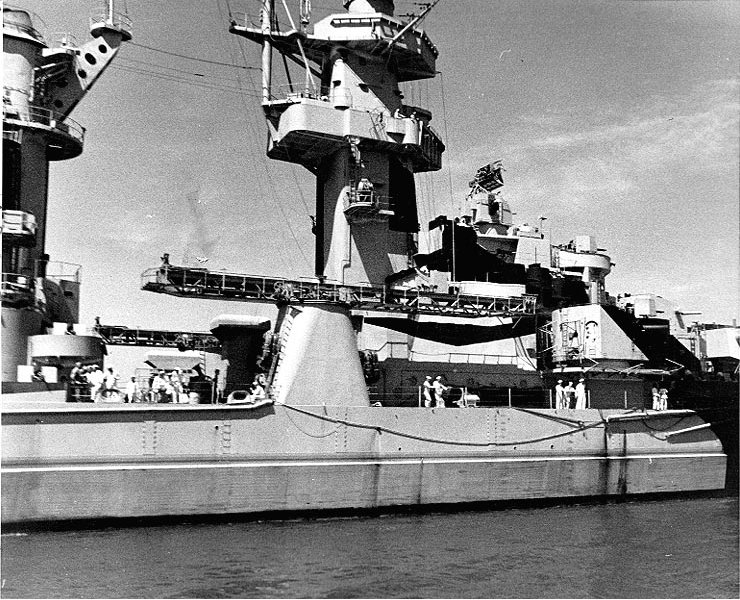
「アラスカ」の艦橋の写真。本級の艦橋は必要に対してスペース不足だった。また、船体中央部の高所にカタパルトを配置したために両用砲の射撃範囲を規制してしまった。

その背後から甲板一段分上がって2番主砲塔の後部に「1934年型 12.7cm（38口径）両用砲」を防盾の付いた連装砲架で1基、更に一段甲板が上がって司令塔を組み込んだ箱型の操舵艦橋が立ち、その側面には2番・3番両用砲を1基ずつ配置。二段式の見張り台を備える戦闘艦橋の頂部には 7.2m測距儀を配置した。船体中央部には直立した1本煙突が立ち、従来の戦艦・条約型巡洋艦にはあった後部マストが省略されたため、アンテナ線の展開のために煙突後部にT字型のアンテナが付くものの、フランス海軍のリシュリュー級戦艦に採用されたようなMACK型煙突後檣の役割は持たなかった。
舷側甲板上は艦載機を運用するスペースが設けられ、舷側中央部に短いカタパルトが片舷に1基ずつ計2基装備された。艦載機は煙突下部の格納庫からクレーンによりカタパルトに載せられた。カタパルトの後方に4～6番両用砲を逆三角形型に3基配置したところで上部構造物は終了し、その背後の後部甲板上に3番主砲塔が後向きに1基配置された。

## 船体

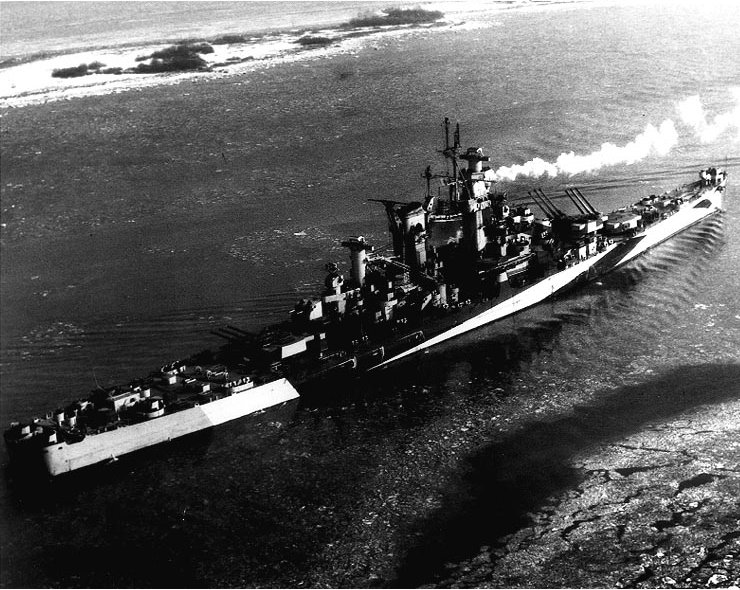
本級の細長さが良くわかる写真。

本級の船体設計は当初は戦艦と同レベルに検討されていたが、対12インチ防御を持つ戦艦設計で設計した場合は排水量・建造費が同世代の新戦艦と変わらなくなってしまい、建造費用を抑えるために途中で巡洋艦式の設計に改められた。このため、船体は建造しやすい平甲板型船体となっており、艦首は凌波性を高くするために高くされて側面にフレア（波を下方に落とすための窪み）を持つクリッパー型艦首となっている。また、本級の船体サイズは縦横比率が8：1と、異常に細長い。
運動性能はアメリカ海軍艦艇の中でレキシントン級航空母艦と並び最も悪く、直進安定性が良すぎて舵の効きがタンカー並に悪く、艦隊行動を乱すほどであった。これは元々の設計が巡洋艦式で高速を出し易い船体形状であるためと、舵の配置方式は新戦艦に採用されたツイン・スケグ（スクリュー軸に板状の構造物を付け、スクリューの背後に舵を配置する形式）ではなく、巡洋艦と同じく艦尾に一枚舵を付ける形式を採用しているためでもあった。

## 武装

### 主砲

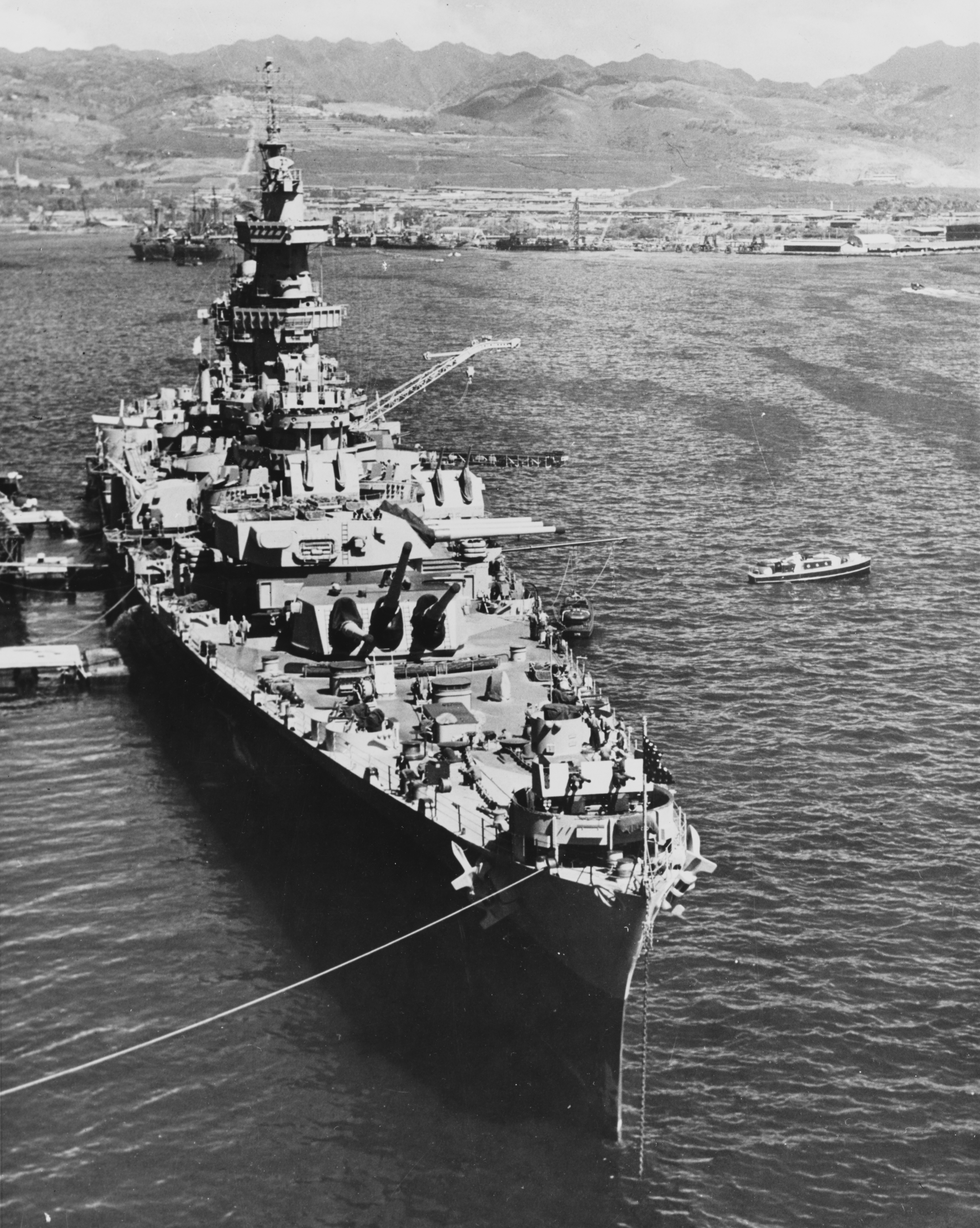
艦首から撮られた「グアム」。

本級は14インチ砲（35.6センチ砲）搭載を検討したこともあったが、最終的に12インチ砲（30.5センチ）搭載型に決定した。主砲にはワイオミング級戦艦の「1912年式　Mark7型 30.5cm（50口径）砲」を改良した「1939年式　Mark8型 30.5cm（50口径）砲」を採用した。
本級の主砲は12インチ砲ながら14インチ砲弾並の重量級の砲弾（SHS：517kg）が発射可能で、最大仰角45度で射程35,271mまで届かせる能力を持っていた。破壊力は射距離22,800m以内で舷側装甲267mmを貫通し、射距離32,000m以上では甲板への貫通値は182mmで、なかなかの高性能砲といえる。これを新設計の3連装砲塔に収めた。発射速度は毎分2.4発～3発である。俯仰は仰角45度/俯角3度が可能であり、動力は電動、補助に人力を必要とした。旋回角度は首尾線を0度として左右150度であった。

### 副砲、その他の備砲
副砲の代わりにノースカロライナ級にも装備された「1934年型12.7cm（38口径）両用砲」を採用し、これを連装砲架で6基装備した。配置方式は戦艦のように片舷に半分ずつ搭載する方式でなく、ボルチモア級重巡洋艦のように亀甲型に配置した。この配置は少ない搭載数でも前後方向に6門、左右方向に8門が指向できる効率の良い搭載方式である。
その他に両用砲の補助として40mm（56口径）ボフォース機関砲を4連装で14基56門、「エリコン20mm（70口径）機関銃」を34門装備した。

## 防御
本級の船体防御は、戦艦の装甲配置における主甲板防御から弾片防御を取り払った様な形式を採用しており、ここでも巡洋艦式設計の影響がある。舷側装甲は229mmの装甲を10度の傾斜を付けて装備する傾斜装甲形式で、新戦艦と同様である。これを1番主砲塔側面から3番主砲塔側面にかけ、広範囲に防御しており、水面から下部は127mmまでにテーパーしている。また、水平防御は主甲板にSTS装甲36mm、装甲甲板に96～101mm（71～76mm+STS25mm）の装甲が貼られ、その下に16mmSTS装甲が貼られた。そのため、合計して水平防御は149mm～153mmだった。対応防御は本艦のMk.8 12インチ50口径砲（AP Mark 18、砲口初速762m/s、重量517kg）では23,500～25,000yd（21.5～22.8km）である。
対重巡洋艦戦闘ならば本級の防御は重防御だが、仮想敵である日本海軍の超甲巡の12インチ砲、ドイツ海軍のシャルンホルスト級戦艦の11インチ砲に対しては本級の防御は限定的であり、日本海軍の金剛型戦艦の持つ14インチ砲に対し本級の防御能力は明らかに低い。また、対水雷防御が適用されている範囲は主舷側装甲の張られている範囲と同一で、そこから先は船体下部の二重底が舷側まで伸びて一層式の水密区画となっている他は区画細分化で妥協している。防御性能は不明であるが、エセックス級航空母艦の対TNT227kg防御より低く、対TNT170kg程度だったという資料もある。

## 機関
本級の機関はコストダウンのため、エセックス級航空母艦と同一で、バブコック&ウィルコックス式重油専焼缶8基とジェネラルエレクトリック製2段減速式ギヤード・タービン4基4軸推進を採用し、最大出力150,000hpで最大速力33ノットを発揮できるとされていたが、公試ではカタログデーターを下回った。機関配置は新戦艦と同様に「シフト配置」を採用しているが、ここでも機関配置は巡洋艦式で、ボイラー4基とタービン2基を1組として前後2組を配置していた。

## 同型艦
- アラスカ（USS Alaska, CB-1）
- グアム（USS Guam, CB-2）
- ハワイ（USS Hawaii, CB-3）[54] - 1945年8月時点で完成度約8割[49]。進水後の1947年2月に建造中止。指揮艦やミサイル巡洋艦への改装も検討されたが中止され、1959年に廃棄された[55]。

以下は計画艦
- フィリピン（USS Philippines, CB-4）
- プエルトリコ（USS Puerto Rico, CB-5）
- サモア（USS Samoa, CB-6）

## 登場作品

### 小説
『蒼洋の城塞』
横山信義の架空戦記。最終巻で、「アラスカ」「グアム」が日本戦艦部隊と交戦し、撃沈される。

### ゲーム
『Battlestations: Pacific』
ゲーム内のダウンロードコンテンツにアメリカ軍兵器として使用可能。
『World of Warships』
アメリカのTier9プレミアム巡洋艦として一番艦「アラスカ」が登場。
『War Thunder』
アメリカ Rank5 巡洋戦艦としてアラスカが登場。
『戦艦少女R』
アラスカ・グアム・ハワイが登場。艦種は巡洋戦艦。
『アビス・ホライズン』
アラスカが登場。艦種は重巡洋艦。
『蒼藍の誓い ブルーオース』
アラスカが登場。艦種は巡洋戦艦。
『アズールレーン』
グアムが登場。艦種は超巡洋艦。